# Gran Catálogo de la Historieta. Inventario 2012
El Gran Catálogo de la Historieta. Inventario 2012 (subtitulado Catálogo de los tebeos en España. 1880-2012) es una obra enciclopédica sobre la Historieta en España publicada en 2013 por ACyT Ediciones, el sello editor de la Asociación Cultural Tebeosfera. Cuenta con dirección de Manuel Barrero y coordinación de Félix López, aunque se trata del fruto de varios años de trabajo de un equipo de varias decenas de personas vinculadas al proyecto Tebeosfera. El ISBN de la obra es 978-84-616-2902-2 y su depósito legal SE-372-2013.

## Características

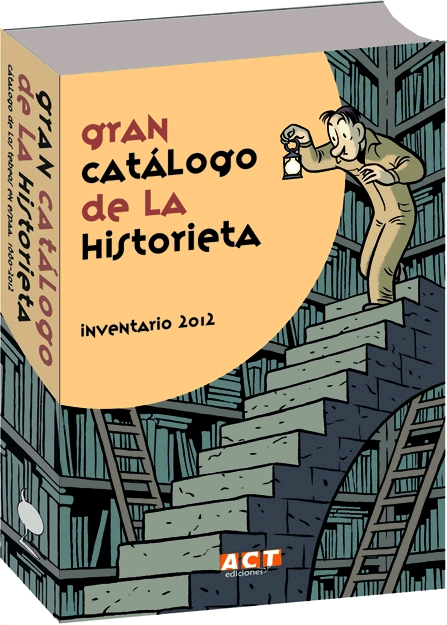
Portada ilustrada por Max del Catálogo de los tebeos en España. 1880-2012 (2013).

El libro se presenta en un volumen de 816 páginas en blanco y negro con un tamaño de 29,7 x 21 cm, encuadernado en rústica. 
Cuenta con una portada ilustrada por Max, prólogos de Antonio Altarriba, Antoni Guiral y José María Conget, una guía de uso, dos anexos con un listado cronológico y otro por editoriales y un estudio estadístico de Manuel Barrero. Su corpus principal lo componen más de 15.000 colecciones o monográficos, principalmente tebeos y publicaciones con historietas. Cada entrada está catalogada con hasta 20 campos posibles, que incluyen, además de las características físicas de las publicaciones, otras como idioma de edición, país de origen, series incluidas, géneros o autores. Está ilustrado con más de 650 portadas de cómics, prácticamente todas ellas de autores españoles.

## Trayectoria
La obra fue presentada en el 31 Salón Internacional del Cómic de Barcelona, con buena acogida de investigadores, críticos, coleccionistas y medios.
El Catálogo de los tebeos en España. 1880-2012 es el primer volcado del Gran Catálogo de la Historieta, base de datos sobre el medio disponible en línea desde 2008, que sigue creciendo día a día y que contiene más de 180.000 registros, incluyendo publicaciones (tebeos, pero también otras como publicaciones satíricas, cómics digitales o prensa que contuvo historietas), editoriales, autores, series, personajes y publicaciones teóricas.